# الکساندر مالینوف
الکساندر مالینوف (بلغاری: Александър Павлов Малинов؛ ۳ مه ۱۸۶۷ – ۲۰ مارس ۱۹۳۸) یک سیاست‌مدار اهل بلغارستان بود.